# Jun Uruno
Jun Uruno (宇留野 純 Uruno Jun?), född 23 oktober 1979 i Saitama prefektur, är en japansk före detta fotbollsspelare.
Uruno började sin karriär 1998 i Honda FC. Han spelade 146 ligamatcher för klubben. 2006 flyttade han till Ventforet Kofu. Efter Ventforet Kofu spelade han för Roasso Kumamoto, Bangkok United FC, Air Force United FC, Honda FC och Ubon United FC. Han avslutade karriären 2015.